# Шоу во время перерыва Супербоула XLIX
Шоу во время перерыва между таймами Супербоула XLIX прошло 1 февраля 2015 года на стадионе университета Финикса в Глендейле, штат Аризона, США во время финального матча чемпионата Национальной футбольной лиги Супербоула XLIX. Хедлайнером мероприятии была американская певица Кэти Перри. Кроме неё также выступили Ленни Кравиц и Мисси Эллиотт. Тринадцатиминутный концерт начался с исполнения Перри песен «Roar» и «Dark Horse». Затем девушка вместе с Кравицом дуэтом спели «I Kissed a Girl». Следующими песнями мероприятия стали «Teenage Dream» и «California Gurls», после этого на сцену вышла Эллиотт и вместе с Перри спела «Get Ur Freak On» и «Work It», а затем сольно — «Lose Control». Завершился концерт исполнением Кэти песни «Firework».
Телевизионная аудитория шоу на территории США составила 118,5 млн человек, таким образом, оно стало самым просматриваемым шоу в истории Супербоула. Общая же трансляция Супербоула XLIX стала самым рейтинговым событием в истории американского телевидения. В сентябре 2015 года шоу было удостоено двух премий «Эмми».

## Подготовка к шоу

### Выбор исполнителей
В августе 2014 года было объявлено, что к шоу во время перерыва между таймами Супербоула XLIX НФЛ сформировала шорт-лист из трёх потенциальных исполнителей, в который вошли Coldplay, Кэти Перри и Рианна. По информации Wall Street Journal, представители лиги обратились к представителям потенциальных исполнителей с предложением заплатить НФЛ за право на выступление (в форме авансового платёжа или отчислений с концертов, которые артисты будут проводить после Супербоула). Хотя это заявление было опровергнуто пресс-секретарём НФЛ, согласно журналу, реакция исполнителей на такое требование была «холодной». Кроме того, фанаты Странного Эла Янковича попытались устроить кампанию, чтобы Янкович смог выступить на шоу в поддержку своего нового альбома Mandatory Fun, однако их попытки не принесли результата. 9 октября 2014 года в журнале Billboard появилась информация, что на Супербоуле выступит Кэти Перри, а 23 ноября это подтвердило и руководство НФЛ.
10 января 2015 года Перри объявила, что специальным гостем шоу будет Ленни Кравиц. Имя ещё одного исполнителя, чьё участие в шоу было запланировано, не сообщалось, однако 30 января, за два дня до матча, анонимный источник рассказал The Associated Press, что третьим участником мероприятия станет Мисси Эллиотт, которая ранее уже работала вместе с Перри над ремиксом песни «Last Friday Night (T.G.I.F.)». Ещё до того, как публике стало известно, кто станет выступать вместе с Перри, певица заявляла, что хочет, чтобы с нею выступил кто-то, кто был хорошо известен в прошлом, чтобы устроить «весёлый, немного старомодный девичник».

### Подготовка Кэти Перри
При подготовке к своему выступлению, которая заняла несколько месяцев, Перри просмотрела видео предыдущих выступлений таких исполнителей, как Бейонсе, Мадонна и Майкл Джексон. Кроме того, она советовалась с участником одного из предыдущих шоу Бруно Марсом о том, как лучше готовиться к выступлению. По словам Перри, она хотела, чтобы шоу было совершенно непохожим на её Prismatic World Tour, с которым она выступала в это время.
Совместно с дизайнером Джереми Скоттом Перри создала четыре абсолютно разных костюма для выступлений. На дизайн первого костюма — «Платья пламени» (англ. The Flame Dress) Скотта вдохновили кроссовки Adidas, из которых выступали кожаные языки пламени. Первоначально он думал использовать в костюме крылья, как на других кроссовках Adidas, но Кэти настояла на варианте с пламенем. Стоимость платья по данным ABC News составила от 15 до 20 тыс. долларов. После этого певица должна была выступить в «калифорнийском бикини» (англ. California Girls Bikini). Из-за того, что на смену костюма отводилось всего 10 секунд, дизайнер попытался сделать что-то наподобие русской матрёшки — пляжный костюм был спроектирован так, чтобы поместиться под первое платье (юбка одевалось потом отдельно). Третий образ дизайнер создал лишь после того, как узнал, что петь вместе с Перри на сцене будет Мисси Эллиотт. Он взял за основу спортивный костюм Мисси и создал платье в виде спортивного свитера, причём ему пришлось искать компромисс — платье первоначально оказалось недостаточно длинным, задираясь выше бёдер певицы каждый раз, когда та поднимала руки, и не желая опускаться обратно. Поэтому размер было необходимо увеличить, но избежать при этом превращения «миленького платья» в подобие пижамы. На платье-спортивной форме был номер 49 — в честь 49-го Супербоула. Последний костюм «Вечернее платье со звёздами Moschino» (англ. Moschino Star Gown) был задуман как вечернее платье, в котором можно было бы пройтись по красной дорожке на церемонии вручения «Оскара», однако оно должно надеваться за считанные секунды. Стоимость этого платья также составила около 15 тысяч долларов. Большинство участников костюмированной подтанцовки на шоу были студентами местных колледжей, за исключением танцоров в костюмах акул, в последний момент заменённых на профессиональных танцоров, которые постоянно выступают с Перри. В шоу также принимали участие члены марширующего оркестра Университета штата Аризона.
В октябре 2014 года начались съёмки документального фильма под названием Katy Perry: Making of the Pepsi Super Bowl Halftime Show о подготовках Перри к шоу. Фильм был снят режиссёром Джоном Хиршем и выпущен 12 сентября 2015 года.

### Технические особенности
Как и на предыдущих пяти мероприятиях, режиссёром шоу 2015 года стал Хамиш Хэмилтон. Согласно Хэмилтону, основной проблемой при проведении таких мероприятий являются размер и расположение туннелей на стадионе, так как у работников есть всего около восьми минут, чтобы вынести элементы сцены на поле и смонтировать её для проведения концерта. Каждый работник и участник шоу получил чёткие инструкции, что и когда ему делать. Сам же концерт был срежиссирован с расчётом на телеаудиторию, а не на зрителей, находившихся на стадионе.
Во время шоу использовались специальное проекционное оборудование высокого качества и осветительные устройства. На стадионе было установлено 90 проекторов фирмы Barco (в самом шоу использовалось лишь 80 штук, остальные 10 были запасными), дававших в общей сложности световой поток более чем 2 млн люмен, а изображение проецировалось на игровое поле, на площадь более 1600 м². Для управления этими устройствами использовалось восемь специализированных серверов. Перед установкой проекторов на стадионе компания d3 Technologies использовала компьютерную модель спортивного сооружения, чтобы заранее определить места проекторов и их угол наклона. Однако во время реальных испытаний системы у компании возник ряд проблем. Во время установки оборудования игровое поле стадиона было убрано, поэтому поверхность, на которую проецировалось изображение, находилось почти на 1 метр ниже, чем расчётная. Другая проблема заключалась в том, что разные части крыши в зависимости от температуры окружающей среды смещались на несколько миллиметров относительно компьютерной модели, что приводило к смещению изображения на несколько сантиметров. Используя специальные калибровочные программы, представителям фирмы удалось за короткий срок справиться с этими проблемами. Разработкой светого шоу занималась компания Lightborne, которая до того уже работала с Перри во время её тура 2014 года. Компания GlowMotion Technologies создала 616 светящихся шаров, которые использовались во время выступления и контролировались по беспроводному каналу связи.
Осенью 2014 года Перри и её команда обратились к дизайнеру Майклу Карри с просьбой создать механического льва, на котором певица собиралась выехать на поле. Перри попросила Карри разработать дизайн животного, стилизованный под оригами. В середине ноябре компания начала разработку модели — вначале на компьютере, чтобы создать оптимальное соотношение между размером и весом, а затем и настоящий объект длиной почти 8 метров, высотой около 5 метров и весом более 700 кг. Позвоночник льва был собран из алюминиевых трубок, для соединения остальных частей модели использовалось углеродное волокно. Отражающие панели, составлявшие внешнюю оболочку льва, были сделаны из тонкого поликарбоната, покрытого золотой краской. Такое сочетание алюминия, углеродного волокна и поликарбоната позволило создать крепкую и в то же время лёгкую и подвижную модель. Внутри льва находилось 18 шарниров, позволяющих ему двигать головой, шеей, плечами и лапами. Однако из-за его веса движения были в три раза медленнее, чем у настоящего животного. Механическим животным управляли 11 человек.

## Шоу
В самом начале шоу участники, находившиеся на поле стадиона, подняли над головам разноцветные светящиеся шары. С высоты картина, созданная этими шарами, представляла собой логотип компании Pepsi. Вскоре после этого на поле выехала Кэти Перри верхом на большом золотом механическом льве, открыв концерт исполнением песни «Roar». После этого она спела «Dark Horse», а в это время на поле проецировалось трёхмерное изображение шахматной доски, клетки которой периодически меняли форму и размер. В ходе этой песни исполнительницу сопровождали танцоры в костюмах шахматных фигур. Далее Кэти в дуэте с Ленни Кравицем исполнила песню «I Kissed a Girl», во время которой позади певцов вздымались языки пламени. Во время исполнения этих трёх песен Кэти была одета в «огненное» платье, а её волосы были завязаны в конский хвост..
После этого на сцену и поле была спроецирована картинка пляжа. На сцене появились танцоры в костюмах акул, улыбающихся пляжных мячей и пальм. В это время Перри сменила костюм на пляжный, после чего исполнила попурри из песен «Teenage Dream» и «California Gurls». Далее на сцену вышла Мисси Эллиотт, которая исполнила свои песни «Get Ur Freak On» и «Work It». Кэти, переодевшаяся в платье-свитер, в этих двух композициях исполняла роль бэк-вокалиста, а после них ненадолго исчезла со сцены, пока Мисси исполняла «Lose Control». После этого посреди поля Перри вернулась, уже в платье со звёздами, чтобы исполнить последнюю песню «Firework». Во время исполнения она находилась на узкой платформе, которую подняли в воздух над игровым полем, а затем пронесли над зрительскими рядами. Исполнение сопровождалось запуском фейерверка как вокруг самой Перри, так и над стадионом. Над платформой, на которой находилась девушка, были прикреплены две звезды, которые впоследствии стали сравнивать с логотипом социальной рекламы The More You Know.

## Реакция

### Отзывы в прессе
Выступление Перри на Супербоуле получило положительные оценки критиков. Джеймс Монтгомери из Rolling Stone назвал её выступление ярким и вызывающим восторг, отметив, что по футбольным меркам она «полностью выложилась на поле». Монтгомери также похвалил выступление Мисси Эллиотт, назвав его «волнующим». Джейсон Липшутц из Billboard написал, что «зажигательное» выступление Перри стало вехой в её карьере. Крис Чейз из USA Today сравнил ощущения от шоу с церемонией открытия Олимпийских игр, назвав этот факт большим успехом для 13-минутного выступления. По мнению Чейза, выступление Перри было именно таким, каким должно быть шоу в перерыве Супербоула; критик отметил, что Перри, по-видимому, пела вживую и что большинство пользователей Twitter были впечатлены её выступлением. В то же время Чейз раскритиковал включение в шоу «незапоминающегося» выступления Мисси Эллиотт, которое, по его мнению, было для Супербоула понижением планки, а появление Кравица он назвал ненужным, поскольку Перри, как и другим «настоящим звёздам», таким как Принс, Брюс Спрингстин и Майкл Джексон, не нужны особые гости.
Алекс Нидхем из The Guardian, поставивший «высокооктановому» выступлению 4 из 5 звёзд, напротив, высоко оценил появление Эллиотт, которая, по его мнению, чуть не затмила Перри, пока та не превзошла её своим исполнением песни «Firework». Нидхем отметил, что хотя шоу порой переходило рамки разумного, Перри ни разу на его протяжении не выглядела растерянной. Джош Дубофф из Vanity Fair написал, что хотя Перри не идеально танцевала и попадала в ноты, её энтузиазм и искренность компенсировали эти недостатки с лихвой. Дэниел д’Аддарио из Time, наоборот, писал, что Перри не сделала ни одного неверного движения и не взяла ни одной неправильной ноты, полностью оправдав доверие НФЛ своим динамичным и экстравагантным шоу. По мнению д’Аддарио, единственным слабым местом шоу было включение в сет-лист композиции «I Kissed a Girl», поскольку на этом этапе карьеры певице уже не было нужды в «дешёвых эффектах» её первого сингла, чтобы привлечь внимание публики. Как и Нидхем, д’Аддарио положительно отметил роль Эллиотт, написав, что они с Перри «заслужили, чтобы на них смотрели 110 миллионов пар глаз». К этому мнению присоединился и Джон Караманика из The New York Times, написавший, что Эллиот принесла шоу Перри намного больше пользы, чем Кравиц, добавив, что песни Мисси «как минимум удвоили сценическую энергию». Аманда Митчелл из People написала: «Даже самый циничный ненавистник должен признать, что её выступление на Супербоуле в воскресенье было шедевром поп-культуры».

### Отзывы публики
После шоу его различные элементы, включая появление Перри верхом на механическом льве, её костюмы и полёт на звезде, стали объектами интенсивного обсуждения и в дальнейшем включались в разнообразные смешные картинки в СМИ и социальных сетях.
Так, во время исполнения Перри песен «Teenage Dream» и «California Gurls» у неё на подтанцовке было несколько человек, одетых в разные костюмы пляжной тематики, включая двух людей в костюмах акул. Во время танца, один из танцоров слева от Кэти на экране сбился и начал танцевать в собственном ритме, вместо того, чтобы следовать запланированной хореографии. Костюм акулы, а также выражение «Левая акула» (англ. Left Shark) быстро стали интернет-мемами. Хореограф-постановщик Ар Джей Дарелл после шоу рассказал, что он не отрабатывал с этими танцорами, которые уже долгое время работали с Перри на концертах, строгой последовательности движений, вместо этого предложив им имитировать движения Кэти, «развлечься и сделать этих персонажей по-мультяшному живыми». По словам Дарелла, именно левая акула, потешная, как любитель-маскот, счастливый, что попал на Супербоул, «попала в яблочко».
Ещё одним элементом шоу, ставшим объектом обсуждения, стали наряды певицы. Её «огненное платье» стали сравнивать с одеждой рестлера Бам Бам Бигелоу, покемоном Магмортаром, её собственным хэллоуинским костюмом «Грустный Cheeto» и костюмом Уилла Феррелла в фильме «Лезвия славы: Звездуны на льду». Пляжный костюм сравнили с униформой работников сети фаст-фуда Hot Dog On A Stick, а платье-свитер — с костюмом Лайзы Миннелли, в котором та появлялась в фильме «Секс в большом городе 2», исполняя песню «Single Ladies». Также была отмечена схожесть появления певицы верхом на льве и Питера Гриффина из анимационного ситкома «Гриффины», в одной из серий въехавшего в дом на льве.

### Премии и номинации
12 сентября 2015 года на 67-й ежегодной церемонии вручения прайм-таймовой премии «Эмми» шоу стало победителем в двух категориях — за лучшую работу осветителя и световые эффекты в концертном щоу и за лучшие костюмы в концертном шоу. Кроме того, оно было номинировано в категории «Лучшая короткая развлекательная живая программа», однако уступило Between Two Ferns with Zach Galifianakis.
| Год  | Премия                       | Номинация                                       | Номинанты | Результат |
| ---- | ---------------------------- | ----------------------------------------------- | --- | --------- |
| 2015 | Прайм-таймовая премия «Эмми» | Лучшее световое шоу                             | Роберт Барнхарт (художник по свету) Дэвид Грилл (режиссёр по свету) Пит Рэдис (режиссёр по светуr) Джейсон Рудольф (режиссёр по свету) National Broadcasting Company (NBC) | Победа    |
| 2015 | Прайм-таймовая премия «Эмми» | Лучшие костюмы                                  | Марина Тойбина (костюмер) Кортни Уэбстер (помощник костюмера) National Broadcasting Company (NBC)                                                                          | Победа    |
| 2015 | Прайм-таймовая премия «Эмми» | Лучшая короткая развлекательная живая программа | Рики Киршнр (исполнительный продюсер) Роб Пэйн (куратор проекта) Кэти Перри (исполнитель) National Broadcasting Company (NBC)                                              | Номинация |

## Рейтинги и коммерческое влияние
Согласно данным компании Nielsen, получасовой слот с 20:00 до 20:30, во время которого проходило шоу, а также конец второй и начало третьей четвертей футбольного матча, на территории США посмотрели 118,5 млн человек. Таким образом, оно стало самым просматриваемым шоу в истории Супербоула, превзойдя прошлогодний рекорд на 3,2 млн человек. Кроме того, аудитория шоу в перерыве между таймами была больше, чем средняя аудитория самой игры, которая составила 114,5 млн человек. Лишь последние 40 минут матча смотрели больше зрителей — 119,2 млн с 21:30 до 22:00 и 120,3 млн — последние 10 минут матча. Общая же трансляция Супербоула XLIX стала самым рейтинговым событием в истории американского телевидения. Супербоул XLIX также стал самым обсуждаемым событием телевизионного сезона. Во время футбольного матча было послано 25,1 млн сообщений в Twitter, причём в 20:19 по местному времени, во время выступления Кэти Перри, было послано 243 000 твитов — больше, чем в любую другую минуту игры.
После шоу все три песни, исполненные Мисси Эллиотт, вошли в двадцатку самых продаваемых синглов на iTunes, а позже и в десятку. Согласно данным Billboard, благодаря выступлению Перри было продано около 100 000 её песен, а продажи Эллиотт оценили в 70 000, что на 1000 % больше, чем неделей ранее, когда песни Мисси были скачаны всего 6000 раз. В конце недели после 1 февраля продажи песен Перри увеличились на 92 % в США — было продано 121 000 альбомов и песен. В то же время было продано 73 000 альбомов и песен Эллиотт, что на 996 % больше, чем за предыдущую неделю.

## Сет-лист
Сет-лист шоу согласно Billboard:
- «Roar»
- «Dark Horse»
- «I Kissed a Girl» (с Ленни Кравицом)
- «Teenage Dream»
- «California Gurls»
- «Get Ur Freak On» / «Work It» (с Мисси Эллиотт)
- «Lose Control» (Мисси Эллиотт)
- «Firework»